# Человек, который умер дважды
«Человек, который умер дважды» (англ. The Man Who Died Twice) — фильм нуар режиссёра Джозефа Кейна, который вышел на экраны в 1958 году.
Фильм рассказывает о владельце ночного клуба Ти Джее Бренноне (Дон Мегован), который, спрятав в собственной квартире крупную партию наркотиков, имитирует свою смерть. В результате квартира, где проживает его жена Линн (Вера Ралстон), оказывается объектом повышенного интереса как со стороны как полиции, так и преступников. В итоге брату Ти Джея, полицейскому из Канзас-Сити Биллу Бреннону (Род Камерон) вместе с местными копами удаётся раскрыть замысел Ти Джея и разоблачить всех преступников.
Критики сдержанно оценили фильм, отметив добротный сценарий и грамотную, хотя и не впечатляющую постановку, при этом многие обратили внимание на слабую игру Веры Ралстон и других исполнителей главных ролей.

## Сюжет
Вечером полицейские видят, как машина владельца ночного клуба «Синий лебедь» Ти Джея Бреннона (Дон Мегован) на огромной скорости вылетает с горной дороги, разбивается и сгорает. Два дня спустя Линн Бреннон (Вера Ралстон), жена Ти Джея, подъезжает на такси к дому, замечая, как на балконе её квартиры дерутся трое мужчин. Один из них выбрасывает второго через перила, и, застрелив третьего, забирается по пожарной лестнице на крышу и скрывается. Убитыми в квартире Бреннона оказываются сотрудники отдела по борьбе с наркотиками, после чего для расследования дела вызывают шефа Слоуна (Джон Максвелл) и капитана Энди Хэмптона (Луис Джин Хейдт), возглавляющего отдел наркотиков.
На следующий день в местную гостиницу заселяются двое наёмных убийц из Чикаго, Харт (Джеральд Милтон) и Сантони (Ричард Карлан), разыскивая в телефонном справочнике адрес Бреннона. Разместившись в номере, Харт делится со своим напарником подозрениями в отношении маленькой старушки, которая как-то странно смотрела на него в холле гостиницы. В тот же день в клубе «Синий лебедь» появляется Уильям «Билл» Бреннон (Род Камерон), узнавая у бармена Рэка (Майк Мазурки), что его брат Ти Джей умер три дня назад, а жена Ти Джея оказалась в больнице. Узнав о приезде Билла, который служит в Полицейском управлении Канзас-Сити, где находится на хорошем счету, Хэмптон приглашает Билла в свой кабинет. Билл рассказывает, что 15 лет не общался с братом, и приехал после того, как получил телеграмму от Ти Джея, сообщавшего, что он в беде. Хэмптон сообщает, что в последнее время Ти Джей вместе с местным гангстером Минелли занялся транспортировкой героина из Мексики в Чикаго, однако его не смогли привлечь к ответственности ввиду отсутствия улик. После того, как Билл выражает желание принять участие в расследовании, капитан Хэмптон поручает ему встретиться с Линн и попытаться выяснить, что она знает о делах мужа и что видела в ночь убийства. В больничной палате Линн сообщает Биллу, что вышла замуж за Ти Джея всего три месяца назад и ничего не знает о его делах. Что же касается внешности убийцы, то она в темноте не смогла его рассмотреть. При обыске в квартире Ти Джея полицейские находят керамическую мексиканскую статуэтку, в днище которой спрятан большой пакет с героином. Полицейские заменяют героин на сахар, а также устанавливают из дома напротив визуальное наблюдение за квартирой Ти Джея и её прослушивание, рассчитывая выследить тех, кто придёт за героином.
Тем временем Харту и Сантони звонит их босс из Чикаго, приказывая убить Минелли за то, что тот похитил принадлежащую синдикату партию наркотиков. Вскоре они убивают Минелли из автомобиля прямо на улице в тот момент, когда он чистит ботинки. После того, как Линн выписывают из больницы, Билл приглашает её в «Синий лебедь», где они видят, как Рэк грубо выгоняет из клуба девушку (Луана Андерс) с пакетиком наркотиков. Рэк говорит, что Ти Джей никогда бы не позволил приносить в клуб наркоту, он, по словам Рэка, был лучшим и очень добр к нему. После выступления Линн к ей подходят Харт и Сантони, представляясь старыми друзьями Ти Джея, который был должен им кое-что вернуть. Когда Линн заявляет, что ей об этом ничего не известно, мужчины начинают ей угрожать. Заметив это, Билл вмешивается, настаивая на том, чтобы они ушли. Затем Билл пытается выяснить у Линн, видела ли она этих двух мужчин ранее и не вспомнила ли она лицо мужчины, убившего двоих на её балконе, однако Линн отвечает отрицательно. После этого Билл говорит ей, что Ти Джей был уж не таким милым и приятным как она думает, он подкупал и использовал людей в своих интересах, а затем бросал их. Эти слова расстраивают Линн, и Рэк вызывается отвезти её домой, по дороге говоря, что не доверяет Биллу.
Получив по своим каналам криминальное досье на Билла, которое в действительности сфабриковал Хэмптон, Харт и Сантони решают, что Билл является матёрым преступником, который, как и они, охотится за пропавшим героином. Они возвращаются в «Синий лебедь», требуя от Билла немедленно отдать им весь героин. Билл сначала делает вид, что ему ничего не известно, а затем пытается торговаться с бандитами за свою долю в поставке товара, после чего киллеры избивают его. Они настаивают, чтобы Билл завтра же передал им весь героин, в противном случае они его убьют. Тем временем Рэк неожиданно возвращается в квартиру Линн и будит её, сообщая, что заметил во дворе подозрительного человека в машине, похожего на Билла, и потому пришёл проверить, всё ли в порядке. Линн говорит, что с ней всё хорошо, однако Рэк настаивает на том, чтобы остаться на ночь, говоря, что она ему нравится и он обещал Ти Джею защищать её. После того, как Линн укладывает Рэка спать в гостиной, она слышит, как в темноте Рэк обыскивает комнату в поисках героина. Утром в дверях дома Рэка останавливает полиция, однако не находит при нём ничего подозрительного.
На следующий день старушка из гостиницы, которая оказывается платным полицейским информатором по имени Сэлли Хэмфилл (Десслин Фэкс), приходит в участок, докладывая Хэмптону и Слоуну о двух подозрительных мужчинах с оружием, которые заселились в гостиницу. Слоун направляет двух человек в гостиницу, чтобы проверить эту информацию, а Хэмптон просит Билла ещё раз поговорить с Линн, которая поехала на могилу Ти Джея. На кладбище Билл говорит Линн, что Рэк обманул её, и он следил за ней прошлой ночью, так как прошлым вечером его избили бандиты. В ответ Линн сообщает ему, что слышала, как Рэк обыскивал её квартиру, а затем пытается вспомнить ту ночь, когда два человека были убиты на её балконе, однако вспоминает только выстрел. Она также делится сомнениями по поводу того, что автоавария Ти Джея была несчастным случаем.
В гостинице Харт замечает, как Сэлли подслушивает за их дверью, после чего отводит старушку в её номер этажом выше. Посланные Слоуном люди появляются в гостинице как раз в тот момент, когда Харт и Сантони выписываются из гостиницы. Полицейские поднимаются наверх, обнаруживая труп Сэлли. Копы преследуют бандитов, однако тем удаётся скрыться. Билл отвозит Линн в «Синий лебедь», где Рэк по телефону распинает молодую наркоманку, заявляя, что теперь он главный, и требуя вернуть товар ему, в противном случае угрожая расправой. Пока Линн выступает с номером, пьяный Рэк подходит к Биллу, заявляя, что конфликт между ними возник из-за Линн. После этого Рэк говорит, что в отличие от Ти Джея Билл ему не босс. Затем бармен уходит в свою служебную комнату, откуда вскоре слышатся выстрелы. Увидев застреленного Рэка, Билл быстро увозит Линн из клуба. Оторвавшись от погони, Харт и Сантини звонят из бара боссу, который не доволен тем, что они убили старушку, после чего даёт указание зачистить всех, кто связан с Ти Джеем, начиная с Линн. В этот момент к бару подъезжают преследовавшие киллеров копы и в завязавшейся перестрелке убивают обоих.
По дороге домой Линн рассказывает Биллу, что Рэк восхищался Ти Джеем и хотел быть, как он. Зайдя в квартиру, Линн просит у Билла прощения, что не доверяла ему. После ухода Билла Линн заходит в спальню, где неожиданно для себя видит живого Ти Джея. Полиция, которая продолжает прослушивать квартиру, слышит, как Ти Джей признаётся жене, что убил двух копов на балконе, а также Рэка, который хотел слишком много. Далее он рассказывает, что крал героин, предназначенный для чикагского синдиката, отдавая его Минелли, которому был должен большую сумму денег. Ти Джей пытается поцеловать Линн, обещая отдать ей клуб и квартиру, однако она отказывается и требует, чтобы он убирался из дома. Тогда Ти Джей просит отдать ему мексиканскую статуэтку, после чего Линн понимает, что наркотики спрятаны внутри неё. Когда между Линн и Ти Джеем начинается борьба за статуэтку, Билл и Хэмптон, которые слушали разговор, врываются в комнату. Ти Джей пытается сбежать по крыше, однако Хэмптон убивает его. Билл выводит Линн из здания, и они удаляются.

## В ролях
- Род Камерон — Уильям «Билл» Бреннон
- Вера Ралстон — Линн Бреннон
- Майк Мазурки — Рэк
- Джеральд Милтон — Харт
- Ричард Карлан — Сантони
- Луис Джин Хейдт — капитан Энди Хэмтон
- Дон Мегован — Ти Джей Бреннон
- Джон Максвелл — шеф Слоун
- Роберт Андерсон — сержант Уильямс
- Пол Пичерни — Джордж
- Дон Хэггерти — Фрэнк
- Луана Андерс — молодая девушка-наркоманка
- Джесслин Фэкс] — Сэлли Хемфилл

## Создатели фильма и исполнители главных ролей
Как отмечает историк кино Артур Лайонс, «для Джозефа Кейна это был последний фильм на Republic Pictures, где он был одним из самых трудолюбивых и работоспособных кинорежиссёров» . Начиная с 1930-х годов, Кейн поставил 119 фильмов, подавляющее большинство которых были вестернами категории В. Среди наиболее значимых его картин — фантастический приключенческий фильм «Подводное королевство» (1936), вестерн «Дакота» (1945), музыкальный вестерн «Сердце Варварского побережья» (1945) и вестерн «Королева воров» (1956). Наряду с этим Кейн поставил и четыре фильма нуар — «Бандитская империя» (1952), «Обвинённый в убийстве» (1956) и «Порочный круг» (1957), а также этот фильм.
Как отмечено на сайте Американского института киноискусства, «это был последний фильм в карьере 35-летней актрисы Веры Ралстон, которая была женой шефа кинокомпании Republic Pictures Герберта Дж. Йейтса (англ. Herbert J. Yates). Ралстон умерла 45 лет спустя в 2003 году». Этот фильм был также последним для Руди Ралстона, брата Веры, который работал продюсером на студии Republic. Кейн и Рэлстон сделали вместе 12 фильмов, в том числе вестерны «Дакота» (1945), «Вайоминг» (1947), «Юбилейный маршрут» (1954), приключенческий фильм «Мятежный дух Кракатау» (1953), и нуар «Обвинённый в убийстве» (1956).
Как пишет Майкл Кини, который «выделявшийся своей крепкой челюстью Род Камерон во второй половине 1950-х и в первой половине 1960-х годов играл главные роли в вестернах категории В, но более всего прославился исполнением главных ролей в нескольких популярных детективных телесериалах», среди них «Городской детектив» (1953—1955, 61 эпизод), «Полицейский штата» (1956—1959, 105 эпизодов) и «Коронадо 9» (1960—1961, 39 эпизодов).
Что же касается «ветерана нуара Майка Мазурки», сыгравшего в таких значимых картинах, как «Это убийство, моя милочка» (1944), «Аллея кошмаров» (1947), «Ночь и город» (1950) и «Секреты Нью-Йорка» (1955), то с конца 1950-х годов он работал преимущественно на телевидении, где ограничивался ролями в мимолётных комедиях, таких как «Медвежата из Чикаго» (1971, как гангстер) и «Всё дело во времени» (1966—1967, в роли пещерного человека).
Луис Джин Хейдт, который более всего известен ролями второго плана в таких классических фильмах, как «Уступи место завтрашнему дню» (1937), «Каждое утро я умираю» (1939), «Унесённые ветром» (1939), «Великий Макгинти» (1940) и «Большой сон» (1946), в 1950-е годы работал преимущественно на телевидении, сыграв, в частности, в четырёх эпизодах приключенческого сериала «Порт» (1954).
По словам Артура Лайонса, «свою самую яркую игру Дон Мегован продемонстрировал в роли человека с жабрами в фильме студии Universal „Чудовище ходит среди нас“ (1956), третьем и последнем фильме серии о Чудовище из Чёрной лагуны».

## История создания фильма
Как отметил Лайонс, студия Republic Pictures, которая была основана в 1935 году, «к моменту выпуска этого фильма уже пребывала в предсмертной агонии». По словам Стюарта Гелбрейта, «в конце 1950-х годов Republic Pictures, знаменитая своими вестернами категории В с участием Джина Отри и Роя Роджерса и своими экшн-киносериалами, доживала свои последние дни». Несмотря на то, что студии удалось продать свою кинобиблиотеку на телевидение, а также сдать в аренду свои павильоны под съёмку телесериалов, «Republic так и не смогла полностью адаптироваться ни к меняющемуся кинорынку, ни к возникающему и развивающемуся телевизионному рынку. Republic выпустила свои последние фильмы в 1958 году и в начале 1959 года. Одним из последних среди них был „Человек, который умер дважды“, который вышел на экраны в июне 1958 года».

## Оценка фильма критикой

### Общая оценка фильма
Как отмечает Гелбрейт, эта «скромная, но достаточно увлекательная и интересная картина» является «одним из последних фильмов нуар классического периода». По его мнению, это «короткий и приятный, достаточно сильный маленький фильм категории В, который со временем не теряет свою привлекательность», и содержит «достаточно небольших штрихов, которые делают его заслуживающим просмотра». Сандра Бреннан описывает фильм как «драму, в которой певица оказывается вовлечённой в роковое самоубийство своего мужа». По мнению Леонарда Молтина, этот «фильм категории В хорошо написан и грамотно сделан», хотя и «мало чем удивляет». Сходного мнения придерживается и Кини, написавший, что «фильм ничем не удивляет, особенно, из-за своего названия, которое всё выдаёт. Несмотря на многообещающее начало (три убийства в первые две минуты), это заурядный криминальный нуар».

### Оценка актёрской игры
Критики невысоко оценили игру исполнителей главных ролей в фильме. В частности, Кини написал, что «почтенная Ралстон, бывшая профессиональная фигуристка, даёт свою последнюю и самую худшую игру перед уходом из кино». Лайонс также отметил, что «к счастью, это было последнее тягостное появление Ралстон в кино». По мнению критика, хотя «сценарий фильма совсем не плох, но всё рушит игра Камерона, который в эмоциональном плане играет как пень, а также бывшей фигуристки Ралстон. Завершает этот виртуозный актёрский состав Мегован, который и выглядит, и играет как Камерон».
Гелбрейт полагает, что «Камерон, который смотрится как более грубый вариант Рэндольфа Скотта, надёжен и привлекателен на экране. Ему оказывают поддержку опытные характерные актёры Луис Джин Хейдт и особенно Майк Мазурки, который хотя и имеет ограниченный диапазон, но силён в роли подозрительного, но глупого бармена ночного клуба, который влюблён в Линн как собачка». Среди других актёров второго плана «особенно интересен Джеральд Милтон в роли убийцы, который беспокоится по поводу жены, которую оставил в Чикаго, и при этом садистски сажает потерявшегося кота на высокий оконный отлив своего гостиничного номера». Также обращает на себя внимание и «назойливая сплетница Джесслин Фэкс в роли болтливой алкоголички и платного информатора, у которой есть пара напряжённых сцен с Милтоном».